# Prochromadora
Prochromadora är ett släkte av rundmaskar. Prochromadora ingår i familjen Chromadoridae.
Kladogram enligt Catalogue of Life och Dyntaxa:
| Prochromadora | \| \| Prochromadora asupplementa \| \| \| \| \| \| Prochromadora megadonta \| \| \| \| \| \| Prochromadora orleji \| \| \| \| \| \| Prochromadora spitzbergensis \| \| \| \| \| \| Prochromadora trisupplementa \| \| \| \| |
|               | \| \| Prochromadora asupplementa \| \| \| \| \| \| Prochromadora megadonta \| \| \| \| \| \| Prochromadora orleji \| \| \| \| \| \| Prochromadora spitzbergensis \| \| \| \| \| \| Prochromadora trisupplementa \| \| \| \| |
|               | Prochromadora asupplementa |
|               | |
|               | Prochromadora megadonta |
|               | |
|               | Prochromadora orleji |
|               | |
|               | Prochromadora spitzbergensis |
|               | |
|               | Prochromadora trisupplementa |
|               | |